# عبد العزيز (مقاطعة غيلان غرب)
عبد العزيز (بالفارسية: عبدالعزیز) هي قرية تقع في كرمانشاه في إيران. يقدر عدد سكانها بـ 190 نسمة بحسب إحصاء 2016.